# Killer Whale Rocks
Die Killer Whale Rocks (von englisch killer whale ‚Killerwal‘) sind felsige Untiefen und Klippen im Palmer-Archipel westlich der Antarktischen Halbinsel. Sie liegen unmittelbar nordwestlich von Janus Island, 2,8 km südwestlich von Amsler Island und 3 km südwestlich der Anvers-Insel.
Das Advisory Committee on Antarctic Names übernahm 2014 eine lokal gebräuchliche Benennung. Namensgebend ist die Ähnlichkeit der Felsen mit Finnen von Schwertwalen (Orcinus orca, auch bekannt als Killerwale).